# Stillahavssmörfisk
Stillahavssmörfisk (Peprilus simillimus) är en fiskart som först beskrevs av Ayres, 1860.  Stillahavssmörfisk ingår i släktet Peprilus och familjen Stromateidae. IUCN kategoriserar arten globalt som livskraftig. Inga underarter finns listade i Catalogue of Life.